# Ayla het tsunamimeisje
Ayla het tsunamimeisje is een jeugddocumentaire van Wilma Ligthart voor de VPRO. Het gaat over het meisje Ayla die op Sri Lanka de grote tsunami op 26 december 2004 overleefde. De documentaire werd op 25 december 2005 uitgezonden, bijna een jaar na de gebeurtenissen.

## Verloop
Ayla is een Nederlands meisje van 11 jaar, wanneer ze in de kerstvakantie van 2004 op vakantie gaat naar Sri Lanka. Op dat moment vindt de grote zeebeving plaats en bereikt de ontstane vloedgolf ook Sri Lanka. Ayla wordt door het water meegesleurd en uiteindelijk gered door een lokale fruitverkoper.
Het verhaal van Ayla wordt onder andere met haar eigen tekeningen verteld.